# Ayar Cachi
Ayar Cachi var Inkafolkets legendariska grundare. 
Historierna om Inkarikets grundare är olika. Ayar Cachi var den äldsta en syskonskara (Ayar Uchu och Manco Capac) som kom fram ur en djup grotta. Bröderna försökte förgöra Ayar Cachi på grund av avund men förföljdes av hans ande. Han var föremål för lokal kult och sades ha förvandlats till en sten.